# Robert Neagoe
Robert Gabriel Neagoe (n. 28 mai, 1982, Pitești, România) este un fotbalist român retras din activitate.

## Carieră
Pe data de 14 mai 2008 el a semnat un contract pe trei ani cu Steaua București, fiind transferat de la Dacia Mioveni pentru 100.000 de euro. El nu a jucat însă niciun meci la Steaua, fiind trimis la echipa a doua și apoi împrumutat la alte echipe din campionatul României. Din 2020 el este antrenor la Academia Robert Neagoe înființată de el .